# Ларина (село, Байкаловский район)
Ларина — село в Байкаловском районе Свердловской области. Входит в состав Краснополянского сельского поселения. Управлялась Шадринским сельским советом.

## География
Населённый пункт расположен на правом берегу реки Мартемьянка в 26 километрах на северо-запад от села Байкалово — административного центра района.

### Часовой пояс
Ларина, как и вся Свердловская область, находится в часовой зоне МСК+2. Смещение применяемого времени относительно UTC составляет +5:00.

## История
С 1 октября 2017 года согласно областному закону N 35-ОЗ статус изменён с деревни на село, а Шадринский сельсовет упразднён.

## Население
| 2002 | 2010 | 2021 |
| ---- | ---- | ---- |
| 163  | ↗167 | ↘149 |

## Инфраструктура
В деревне расположена всего одна улица (Восточная).